# Древлянский природный заповедник
Древля́нский приро́дный запове́дник (укр. Древлянський природний заповідник) — природный заповедник, расположенный на территории Коростенского района (Житомирская область, Украина). Создан 31 декабря 2009 года. Площадь — 30 872,84 га.

## История
Заповедник был создан по Указу № 1038 Президента Украины от 11 декабря 2009 года, который вступил в силу 31 декабря того же года. Территория будет иметь площадь 30 872,84 га. Заповедник создан на основе государственной и коммунальной собственности, с целью сохранения типичных природных комплексов Полесья, охраны реликтовых и эндемических растений и животных и воспроизведения и обогащения природных лесов региона. Формирование органов управления и фонда заповедника длилось в течение 2010—2012 годов, согласно указу В. А. Ющенко.